# 遗经楼
遗经楼，位于中国福建省龙岩市永定区高陂镇上洋村，清嘉庆八年（1803年）始建，为当地陈氏第十六世祖华兴所建，清咸丰元年（1851年）全面竣工，费时四十八年。坐南朝北，占地面积10336平方米，土木结构，主体建筑系由一座高五层半、18米的方形楼和三座高四层的方形楼组合而成的大型府第式方楼。主楼与前楼及两侧横楼围合成一整体，共有500多个厅堂、房间。2009年11月16日公布为第七批福建省文物保护单位。